# Font Ferrana
La Font Ferrana és una font del terme municipal de Tremp, del Pallars Jussà, a l'antic terme de Palau de Noguera, en territori de la vila de Palau de Noguera.
Està situada a 403 m d'altitud, al nord-est de Palau de Noguera, a la dreta de la Noguera Pallaresa, a la Solana del Colomer. Pel costat seu passa un dels canals de reg del sistema de regadiu de la dreta de la Noguera Pallaresa.